# Bolchaïa Belaïa
Pour les articles homonymes, voir Belaïa.
La Bolchaïa Belaïa (en russe : Большая Белая, c'est-à-dire « Grande (rivière) blanche » ; en bouriate : Ехэ Бүлэн, Iexe Bülen) est une rivière de Russie qui coule dans l'oblast d'Irkoutsk et en Bouriatie, en Sibérie orientale. C'est un affluent de la rivière Angara en rive gauche, donc un sous-affluent du fleuve Ienisseï.

## Géographie
La Bolchaïa Belaïa a une longueur de 359 kilomètres. Son bassin versant a une superficie de 18 000 km2 et son module se monte à 181 mètres cubes par seconde.
Le cours de la Bolchaïa Belaïa s'effectue globalement depuis l'ouest vers l'est. La rivière se jette dans l'Angara en rive gauche à 106 kilomètres en aval de la ville d'Irkoutsk. Dans son cours moyen et supérieur, elle est entrecoupée par de nombreux rapides. Son bassin compte quelque 1 573 rivières et ruisseaux qui ensemble ont une longueur totale de 7 417 km.
La Bolchaïa Belaïa gèle fin octobre–début novembre et reste prise par les glaces jusque fin avril–début mai.
Dans son bassin se trouvent des gisements de néphrite et de graphite.

## Affluents et sous-affluents
Ses principaux affluents sont :
- l'Ourik (rive droite)
- la Malaïa Belaïa ou petite Belaïa (rive droite)
  - l'Onot (rive gauche)

## Hydrométrie - Les débits mensuels à Malta
Le débit de la Bolchaïa Belaïa a été observé pendant 31 ans (durant la période 1936-1966) à Malta, localité située à 22 kilomètres en amont de son confluent avec l'Angara.
Le débit inter annuel moyen ou module observé à Malta durant cette période était de 181 m3/s pour une surface de drainage de 17 600 km2, soit plus ou moins 98 % du bassin versant de la rivière qui en compte 18 000. La lame d'eau écoulée dans ce bassin se monte ainsi à 324 millimètres par an, ce qui peut être considéré comme assez élevé, mais correspond aux mesures effectuées sur d'autres cours d'eau issus des monts Saïan orientaux.
Rivière alimentée en grande partie par les pluies d'été-automne, la Bolchaïa Belaïa est un cours d'eau de régime pluvial.
Les hautes eaux se déroulent en été, de juin à septembre, ce qui correspond à la saison des pluies. Après le 15 août, le débit commence à baisser, et cette baisse continue les mois suivants jusqu'à la fin de l'automne. Après octobre la saison des basses eaux débute. Celle-ci a lieu de novembre à mars inclus et correspond aux grands froids et aux gels intenses de l'hiver sibérien qui envahissent toute la région.
Le débit moyen mensuel observé en mars (minimum d'étiage) est de 30,5 m3/s, soit quelque 6,5 % du débit moyen du mois de juillet, maximum de l'année (450 m3/s), ce qui montre l'amplitude, assez modérée pour la Sibérie, des variations saisonnières. Sur la durée d'observation de 31 ans, le débit mensuel minimal a été de 15,8 m3/s en mars 1936, tandis que le débit mensuel maximal s'élevait à 997 m3/s en juillet 1952.
En considérant la seule période estivale, libre de glaces (de mai à octobre inclus), le débit mensuel minimal observé a été de 112 m3/s en octobre 1943, ce qui restait franchement abondant.